# Білогорлий пастушок
Білогорлий пастушок (Dryolimnas) — рід журавлеподібних птахів родини пастушкових (Rallidae). Включає 3 види, з них два вимерли в XVII столітті. Поширений на островах Індійського океану.

## Види
- Пастушок білогорлий (Dryolimnas cuvieri)
- †Пастушок реюньйонський (Dryolimnas augusti)
- †Dryolimnas chekei